# Carte de Londres gravée sur cuivre
 (août 2019).

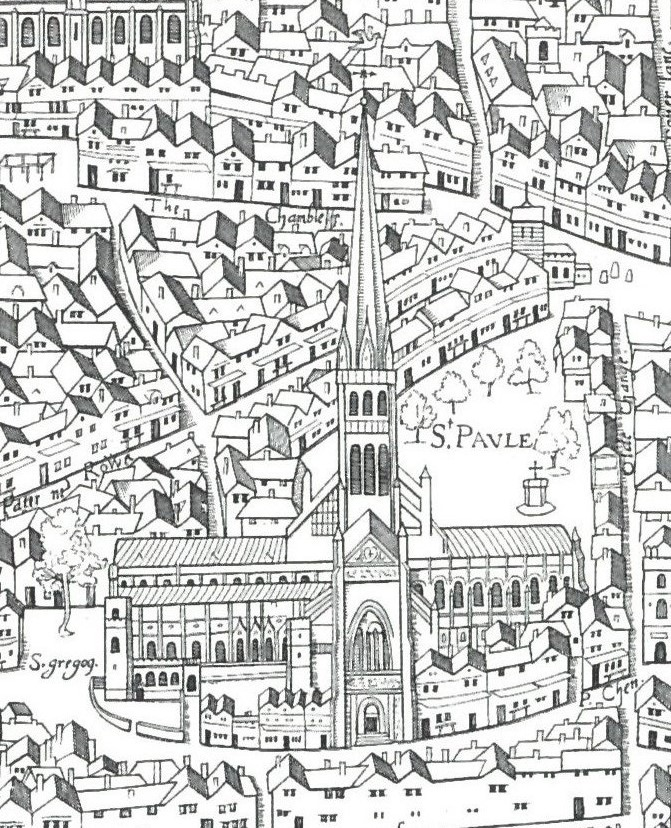
Détail de la carte montrant la cathédrale Saint-Paul.

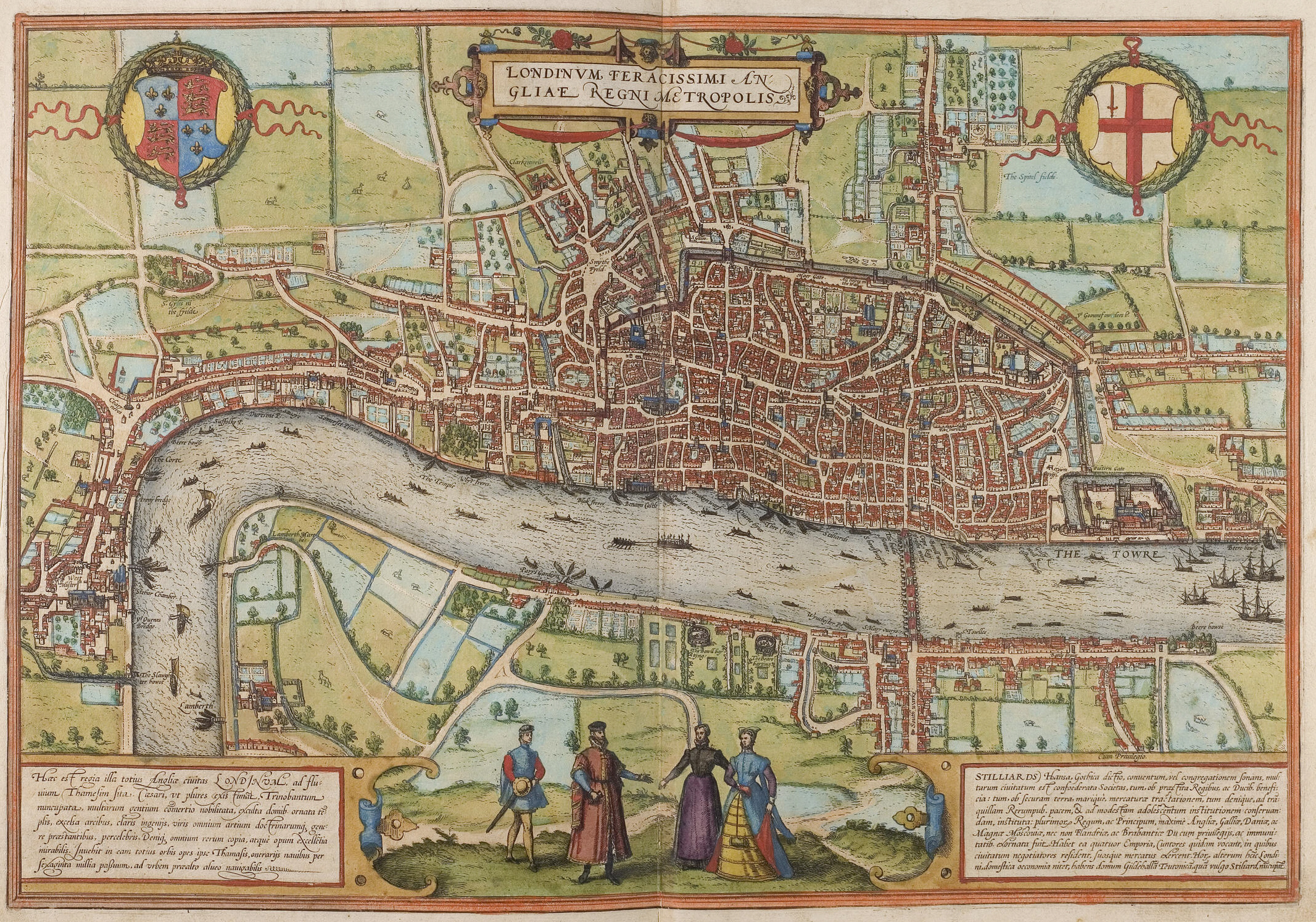
La carte de Londres de Braun et Hogenberg (publiée en 1572), montrant l’étendue probable de la zone initialement couverte par la carte de cuivre complète.

La carte de Londres gravée sur cuivre est la première carte imprimée à grande échelle de la Cité de Londres et de ses environs immédiats, dessinée entre 1553 et 1559, dont il ne reste que trois parties. C'est la première carte représentant véritablement Londres (par opposition aux vues panoramiques telles que celles d'Anton van den Wyngaerde). La carte originale a probablement été conçue pour être accrochée au mur et aurait mesuré environ 112 centimètres de haut pour 226 de large. Aucune copie de la carte imprimée elle-même n’a été retrouvée ; mais entre 1962 et 1997, trois des plaques d'impression en cuivre gravées originales - sur un total probable de 15 - ont été identifiées. Bien que seuls quelques fragments de la carte soient connus, les trois plaques couvrent la plus grande partie du cœur bâti de la ville de Londres.

## Description
La carte est dessinée telle que vue du ciel : le tracé des rues et les autres caractéristiques des quartiers sont représentés sous forme de plan, comme s'ils étaient vus directement d'en haut ; tandis que les bâtiments, les personnes et autres éléments permanents sont montrés comme vus d'une très grande hauteur depuis le sud de la ville, mais sans prendre en compte l'échelle des éléments les plus lointains, effets nécessaires pour une représentation en perspective réelle.
La carte est clairement utilisée comme source pour la carte gravée sur bois, légèrement plus petite et plus crue, précédemment attribuée à Ralph Agas, qui date de peu après 1561 ; et (directement ou indirectement) pour la carte très réduite de Londres incluse dans le Civitates Orbis Terrarum de Georg Braun et Frans Hogenberg, publiée à Cologne et à Amsterdam en 1572. Ces copies permettent d’estimer l’étendue et la taille originales de la carte gravée sur cuivre.
La carte de cuivre a peut-être été gravée par des cartographes des Pays-Bas, qui était un important centre d'arpentage et d'impression à l'époque : cela est suggéré par certaines de ses inscriptions et quelques autres détails. Sa date coïncide approximativement avec le règne conjoint de la reine Marie Ire et de son mari Philippe d'Espagne (entre 1554 et 1558). Philip, dont les royaumes comprenaient également les Pays-Bas espagnols, était connu pour être un collectionneur assidu de plans de villes et avait peut-être commandé ou parrainé la carte de cuivre. Il a également été suggéré que des marchands hanséatiques à Londres et l'érudit humaniste George Lily ont joué un rôle dans sa production.
Les trois plaques restantes sont très usées, ce qui montre qu'elles ont été utilisées pour faire de nombreuses impressions.

## Plaques retrouvées

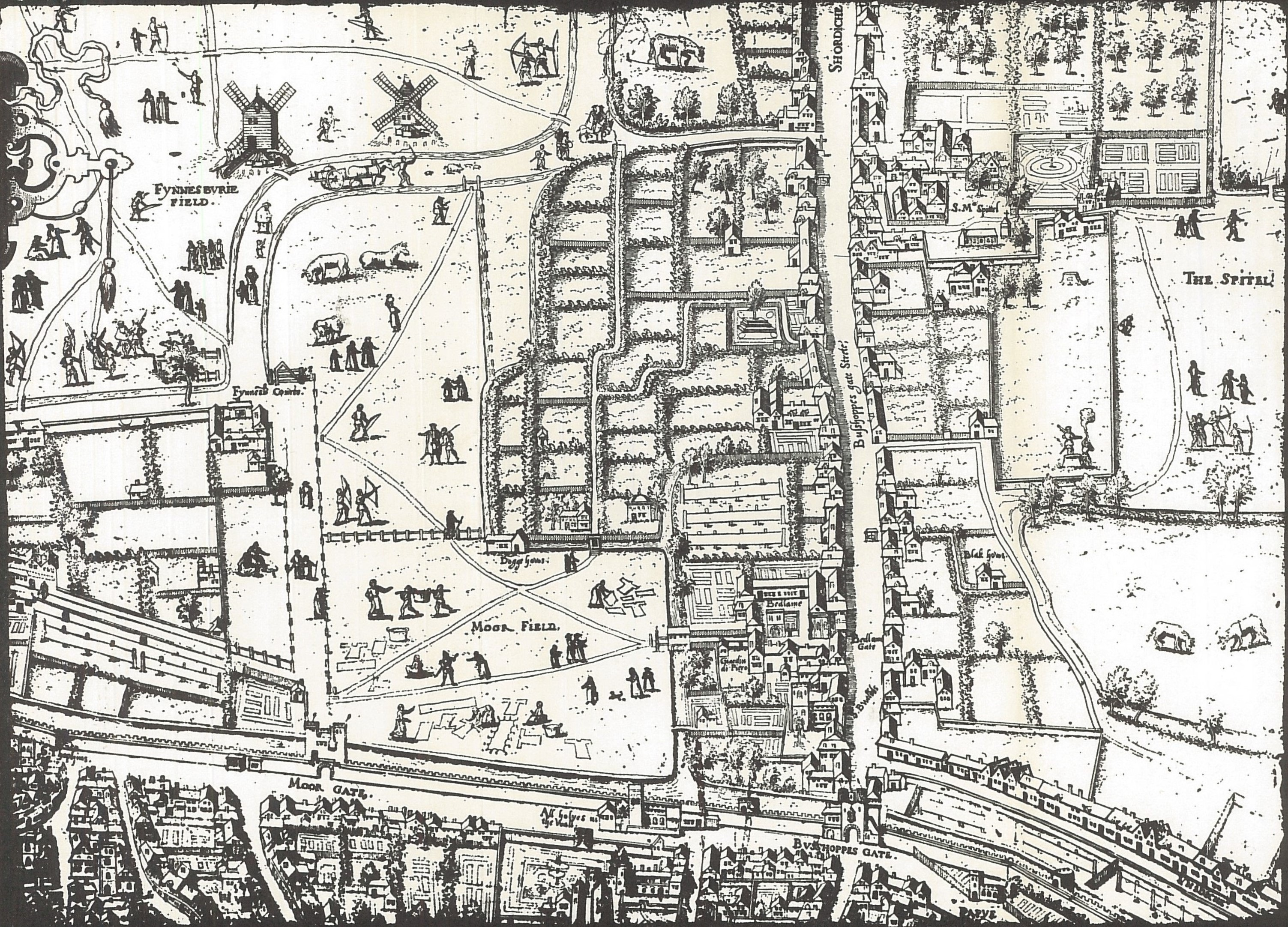
La plaque de Moorfields.

### Moorfields
La première plaque est découverte en 1962, lorsqu'un marchand d'art contacte le musée de Londres. Il représente une partie du périmètre nord de la Cité de Londres, incluant une partie du mur d'enceinte, les portes de Moorgate et de Bishopsgate, ainsi que les banlieues de Moorfields et de Spitalfields. L'arrière de la plaque a été utilisé pour peindre la tour de Babel, autour de l'année 1600 et attribuée à Marten van Valckenborch ou à un membre de son entourage. La plaque a été acquise par le musée de Londres.

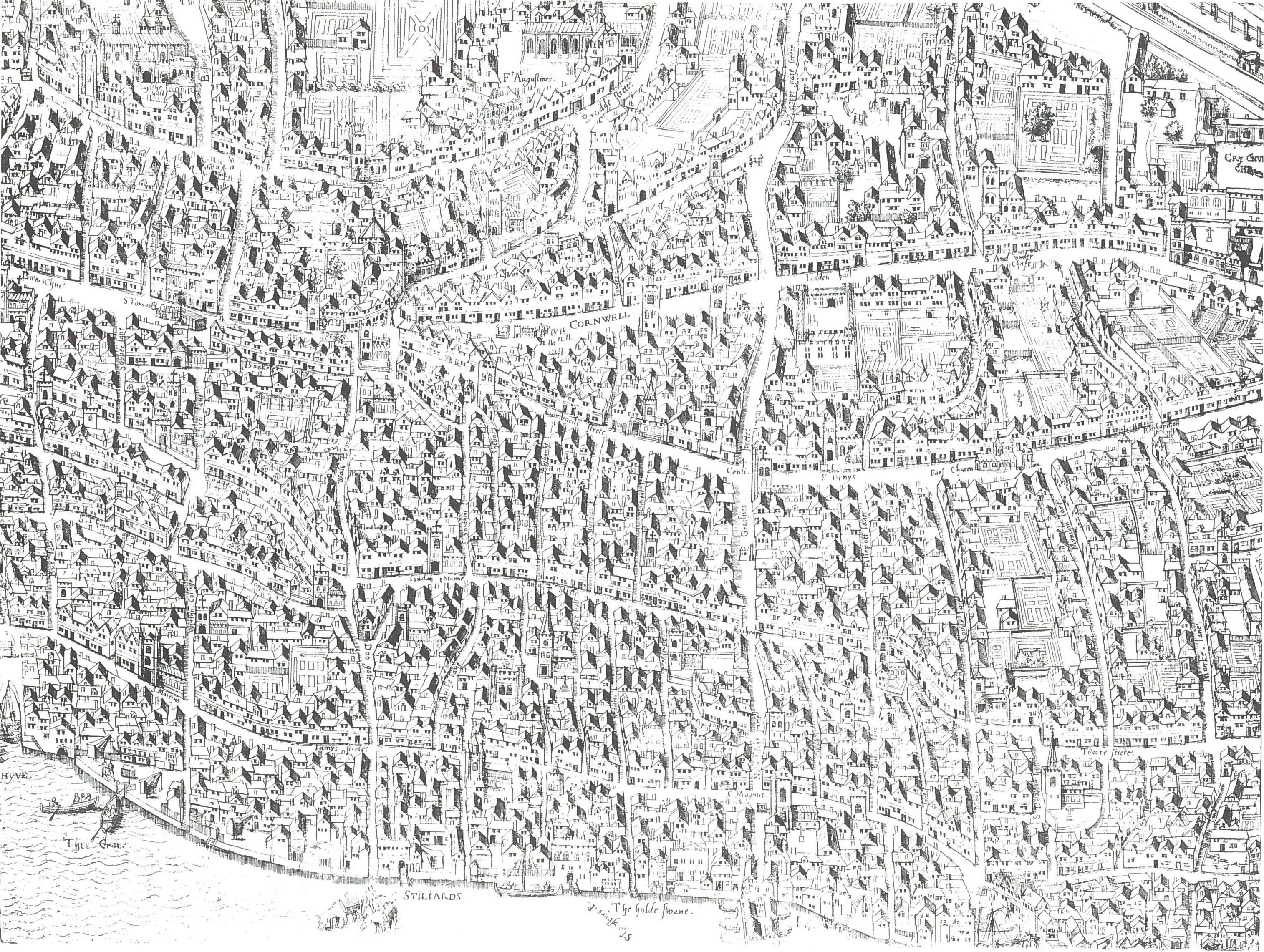
La plaque de l'est de la Cité.

### Est de la Cité
La deuxième plaque a été identifiée peu de temps après dans une collection privée. La carte montre une grande partie de la section orientale de la ville (située immédiatement au sud de la zone couverte par la première plaque et s'étendant au sud jusqu'aux rives de la Tamise), incluant Guildhall et l'extrémité nord du pont de Londres. L'arrière de la plaque a été utilisé pour un tableau du Couronnement et de l'Assomption de la Vierge, peint vers 1600 et attribué à Jérôme Francken Ier. Cette plaque a également été achetée par le musée de Londres en 1985 ,.

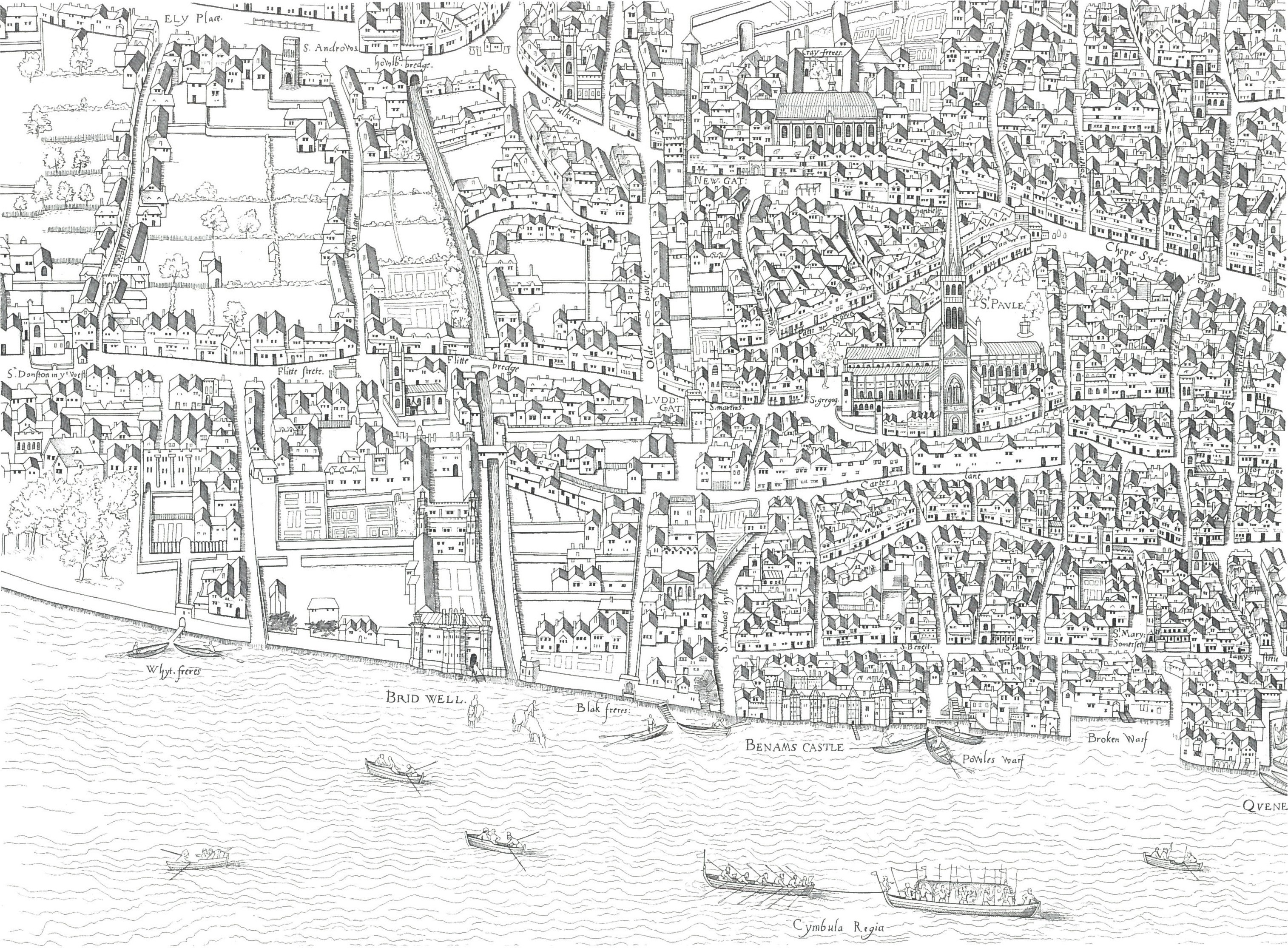
La plaque de l'ouest de la Cité.

### Ouest de la Cité
La troisième plaque a été identifiée en 1997 dans les collections de l'Anhaltische Gemäldegalerie, située à Dessau, en Allemagne. Cette section de carte montre une grande partie de la section occidentale de la ville (immédiatement à l'ouest de la zone couverte par la deuxième plaque, s'étendant de nouveau au sud jusqu'à la Tamise et à l'ouest jusqu'à l'église St Dunstant-in-the-West), affichant en évidence la cathédrale Saint-Paul et la flotte fluviale. Comme la première planche, l'arrière a été utilisé pour peindre un tableau de la tour de Babel, daté autour de 1630, mais attribué à un membre du cercle de Marten van Valckenborch.

## Datation
La création de la carte de cuivre n'est pas explicitement datée, mais elle peut être située avec une certaine précision entre 1553 et 1559 à partir de son contenu. Les points clés sont : 
- Shrewsbury Place, au bord de la rivière (plaque est de la Cité), porte ce nom. Anciennement connue sous le nom de Coldharbour House, cette maison a été donnée au comte de Shrewsbury et renommée en 1553.
- Une croix isolée dans le cimetière de St Botolph-sans-Bishopsgate (plaque de Moorfields) est dessinée : elle a été enlevée en 1559.
- L'église All Hallows, Bread Street (plaque ouest de la Cité) est représentée avec sa flèche. Or, elle est frappée par la foudre en 1559 et tombe peu de temps après.
- La cathédrale Saint-Paul (plaque de l'ouest de la Cité) est représentée avec sa flèche. Cette dernière disparaît dans un incendie en 1561.
- Le bâtiment du Royal Exchange n'apparaît pas (son emplacement est sur la plaque est de la Cité). Cet important monument de la ville a été érigé entre 1566 et 1570, et ouvert en 1571.

On pense que la carte de cuivre est mentionnée dans une lettre du cartographe Nicholas Reynolds à Abraham Ortelius, datée entre 1562 et 1563.

## Galerie

Les plaques conservées au musée de Londres
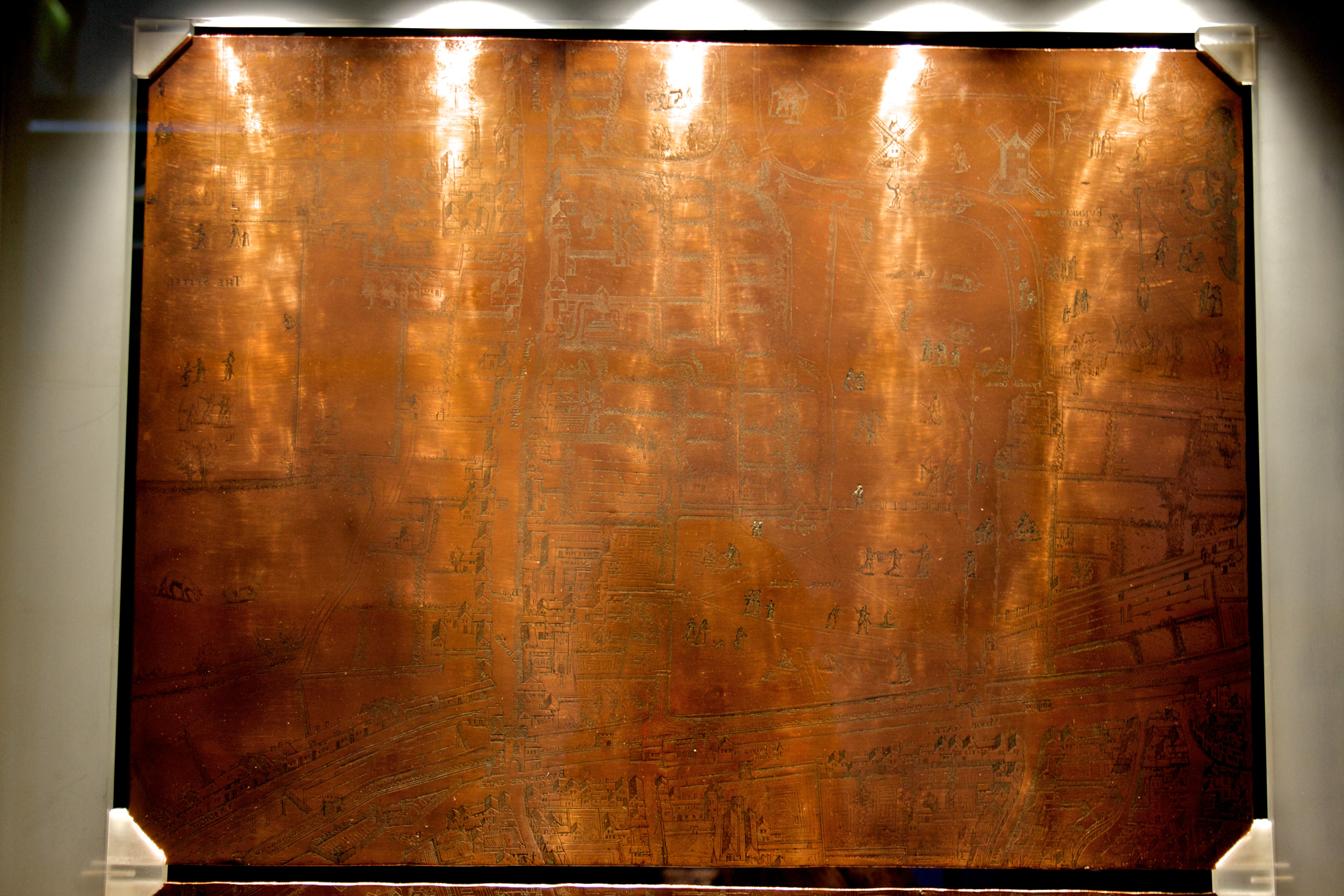
Plaque Moorfields : surface d'impression
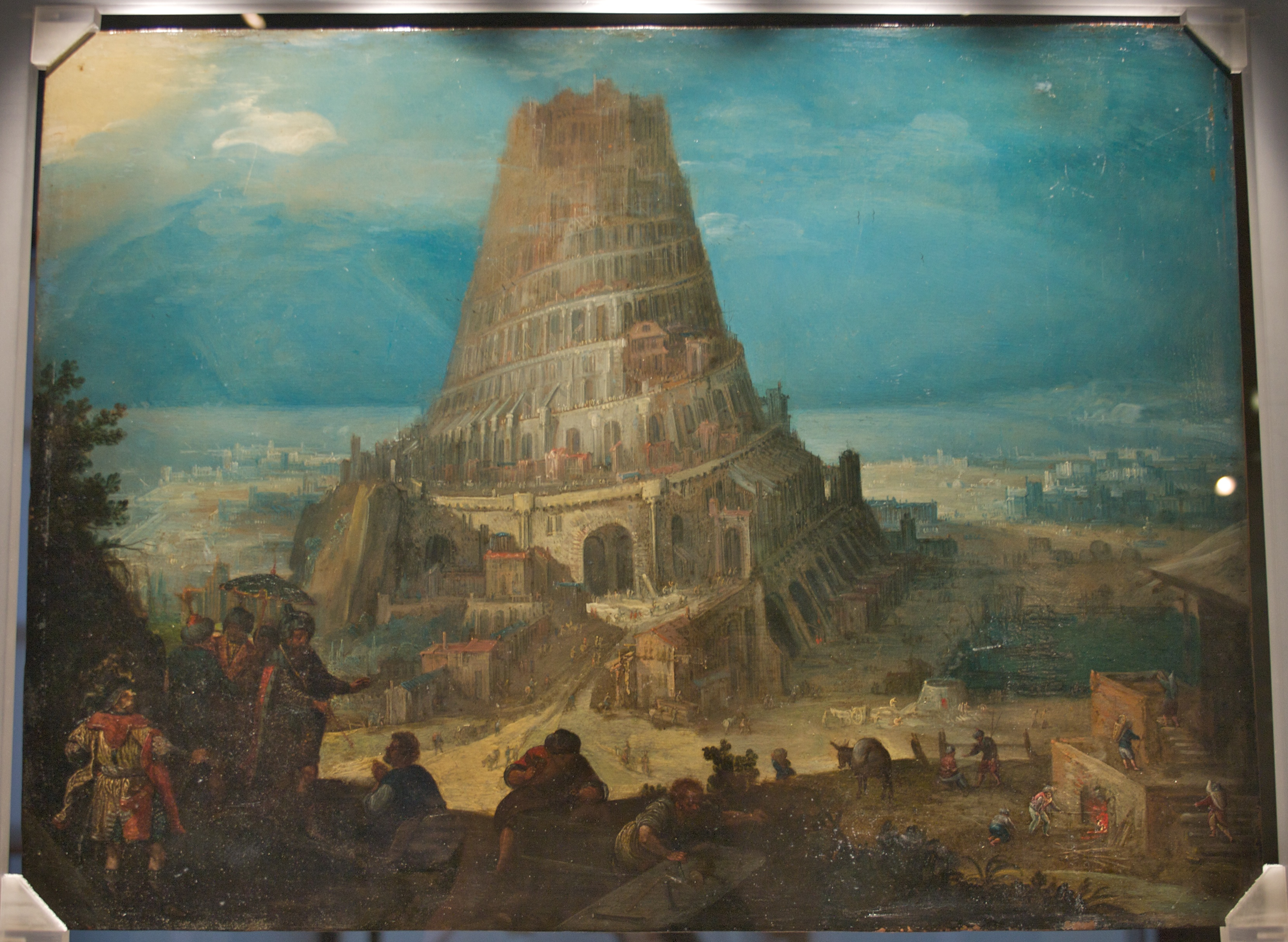
Plaque Moorfields, arrière : La tour de Babel, vers 1600
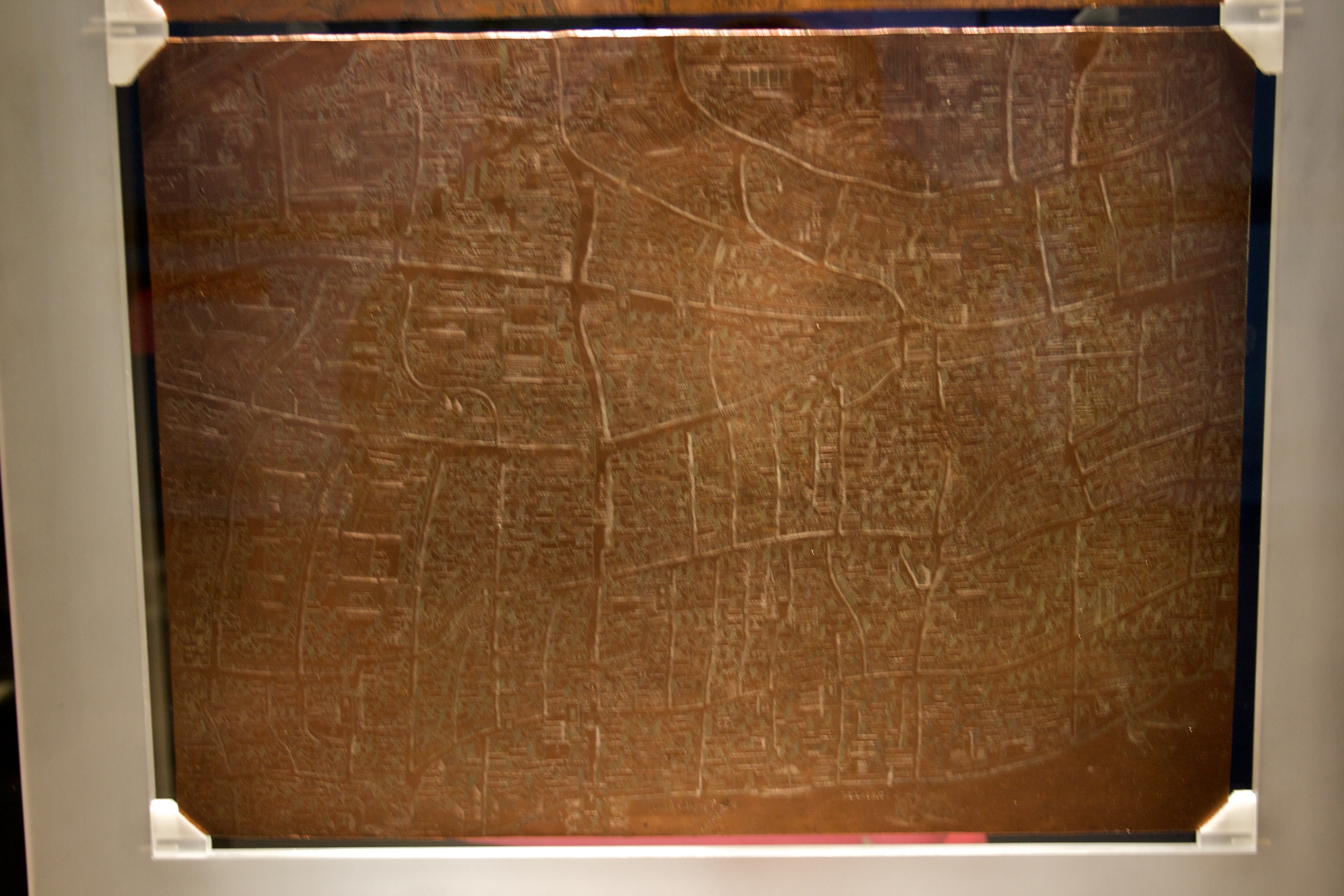
Plaque est de la Cité : surface d'impression
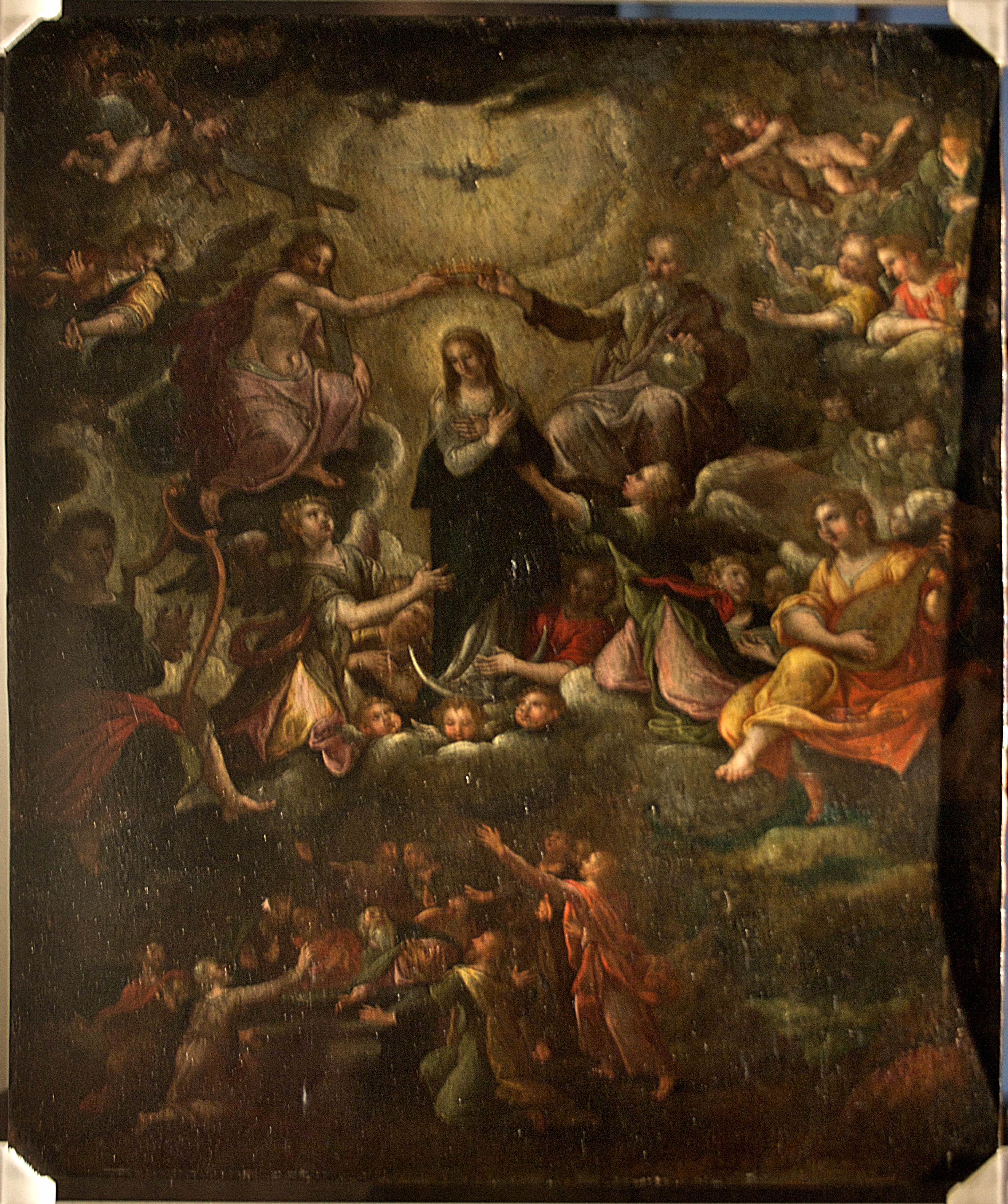
Plaque ouest de la cité, arrière : Le couronnement et l'Assomption de la Vierge, vers 1600